# Bisdom Ciudad Guayana
Het bisdom Ciudad Guayana (Latijn: Dioecesis Civitatis Guayanensis) is een rooms-katholiek bisdom met als zetel Ciudad Guayana, in Venezuela. Het bisdom is suffragaan aan het aartsbisdom Ciudad Bolívar. 

## Geschiedenis
Het bisdom werd opgericht op 20 augustus 1979, uit delen van het aartsbisdom Ciudad Bolívar. 

## Parochies
Het bisdom had in 2021 een oppervlakte van 53.596 km2 en telde 1.223.708 inwoners waarvan 81,3% rooms-katholiek was.

## Bisschoppen
- Medardo Luis Luzardo Romero (20 augustus 1979 - 26 mei 1986)
- José de Jesús Nuñez Viloria (13 januari 1987 - 21 juli 1990)
- Ubaldo Ramón Santana Sequera (2 mei 1991 - 11 november 2000)
- Mariano José Parra Sandoval (10 juli 2001 - 25 oktober 2016)
- Helizandro Emiro Terán Bermúdez (29 juli 2017 - 19 maart 2022)
- Carlos Alfredo Cabezas Mendoza (8 december 2022 - heden)

Ciudad Bolívar (aartsbisdom) · Ciudad Guayana · Maturín